# 竹子湖路

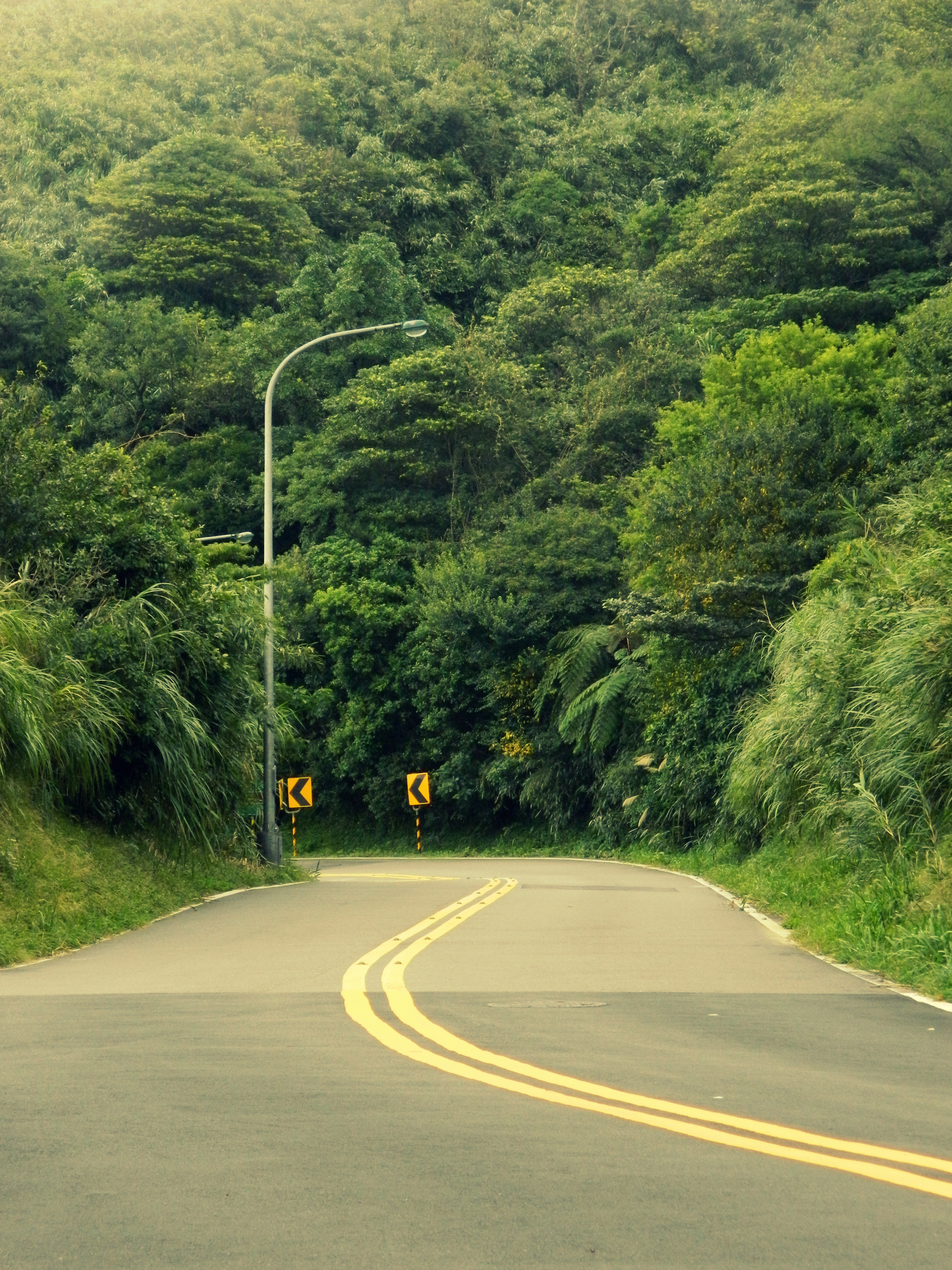
竹子湖路一景

竹子湖路（通用漢語：ZhuZiHu Rd.，威妥瑪拼音：ChuTzuHu Rd.）為一條位於臺灣臺北市橫跨士林區、北投區（主要道路位於北投區）陽明山國家公園境內湖田的山區主要幹道的道路。道路主要線道部分屬於省道臺二甲線陽金公路中的一段，其餘門牌編號於竹子湖觀光區和東側的中正山產業道路也皆為竹子湖路所屬。全線為單/雙向一至二線道柏油銑鋪道路，有限制乘載車輛，全段速限40公里/小時。道路南側起於湖山路一段，東北側結束於雙北市士林區和金山區界的魚路古道上磺溪橋。

## 概述
自國民政府遷台後興建陽金公路完成之始，至2000年前後之前現今竹子湖路路段至中興路前皆為中興路所屬。此後接續至竹子湖湖田一帶後才屬於竹子湖路範疇。陽金公路後段也並未屬於竹子湖路。當時竹子湖路起自中興路，終於竹子湖環狀道路。。

## 交通

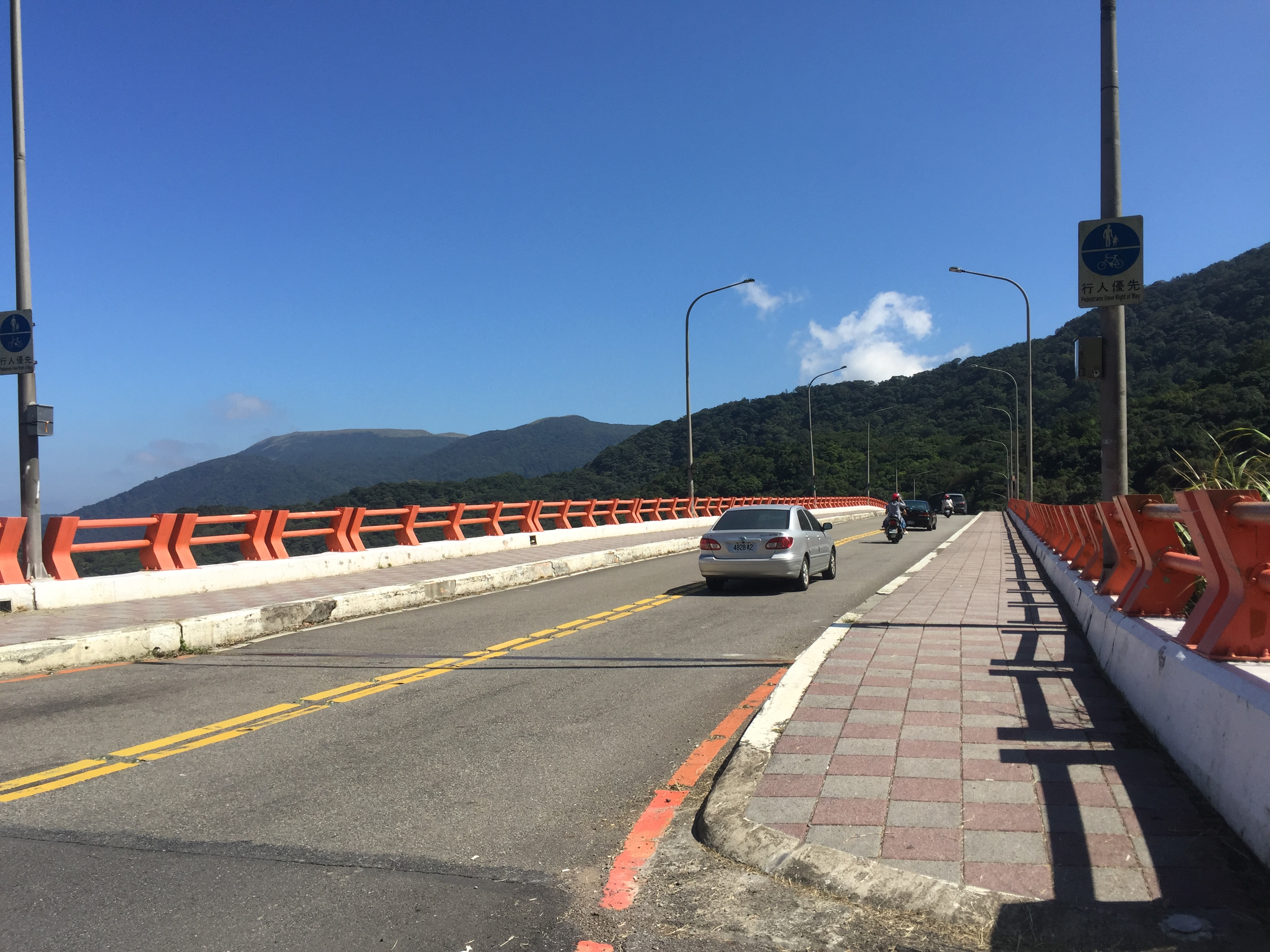
馬槽橋

竹子湖路全路段位於陽明山上，故僅有公車接駁聯絡。

### 橋樑

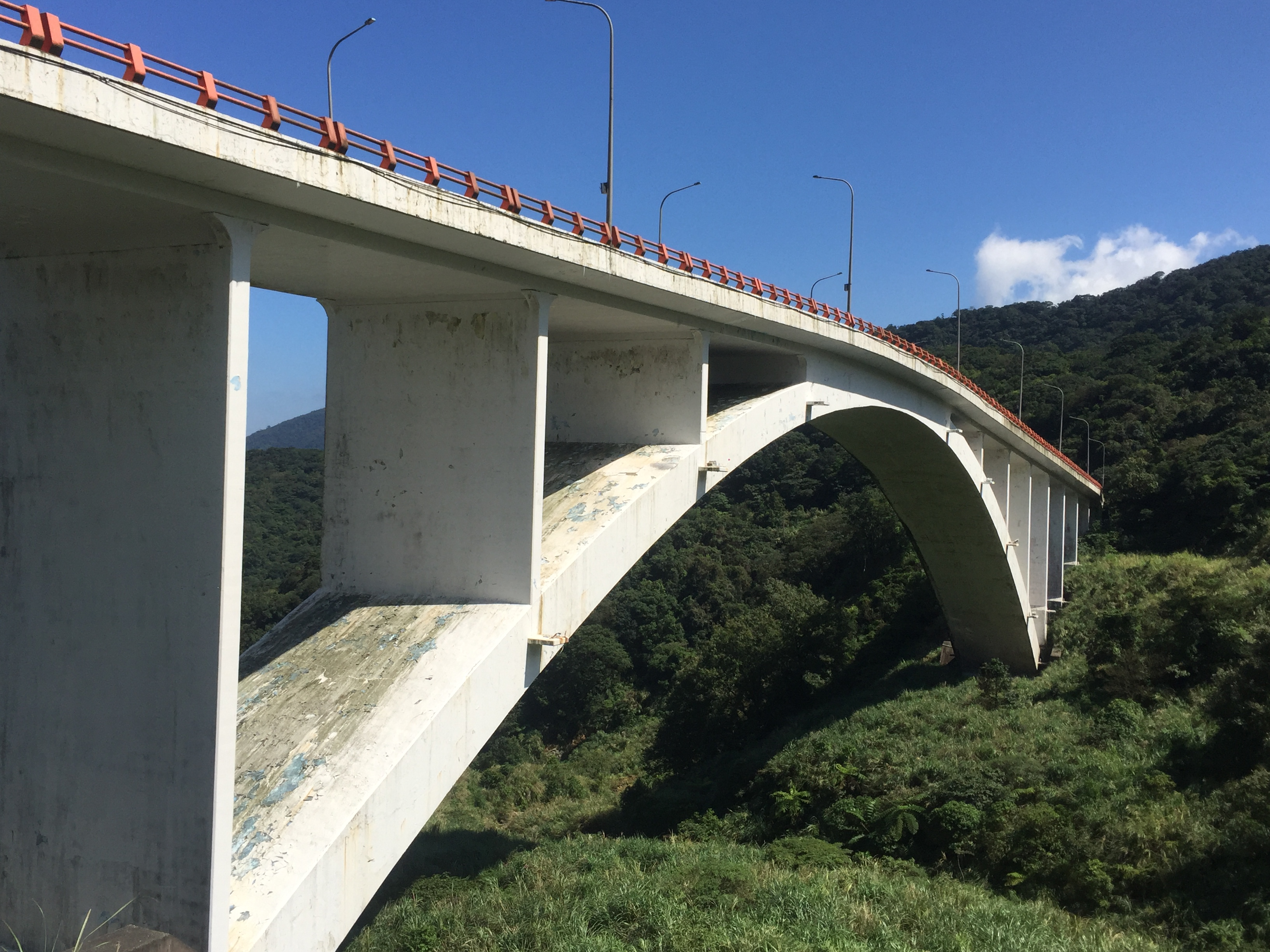
馬槽橋

### 地理概況
竹子湖路主線路段位於臺二甲線 9K-23K 處，23K處為竹子湖路起點；9K處則為終點接續至新北市金山區陽金公路。
湖山路一段至竹子湖派出所旁山稜線屬於湖山段一小段，此後以竹子湖路主要幹道（省道）至小觀音山山稜線作為分界東西分別為湖田段一小段和湖田段二小段；此後北投區範圍則皆屬湖田段一小段，過馬槽橋至士林區範圍後則為力行段一小段。

### 公車
竹子湖路作為山區連絡山脈兩側的主要省道級幹道，有著以下的大眾運輸系統服務：
| 編號 | 路線起迄                      | 本路段公車站牌 | 經營業者   |
| ---- | ----------------------------- | --- | ---------- |
| 小8  | 捷運石牌站-竹子湖             | 陽明山國家公園管理處、童軍站、磺仔外、氣象台、陽明書屋、竹子湖路4-1號、竹子湖路2-2號、竹子湖路7號、竹子湖派出所、湖田橋、竹子湖、湖田區民活動中心、風架口、頂湖入口(竹子湖) | 大南汽車   |
| 小9  | 捷運北投站-竹子湖（臺灣好行） | 陽明山國家公園管理處、童軍站、磺仔外、氣象台、陽明書屋、竹子湖路4-1號、竹子湖路2-2號、竹子湖路7號、竹子湖派出所、湖田橋、竹子湖、湖田區民活動中心、風架口、頂湖入口(竹子湖) | 大南汽車   |
| 108  | 陽明山環線                    | 陽明山國家公園管理處、童軍站、磺仔外、氣象台、陽明書屋、頂湖山、游園站、百拉卡公路入口、中湖                                                                                | 大都會客運 |
| 109  | 萬芳社區-陽明山               | 陽明山國家公園管理處 | 大都會客運 |
| 111  | 新莊-陽明山                   | 陽明山國家公園管理處 | 三重客運   |
| 124  | 陽明山-小油坑                 | 童軍站、磺仔外、氣象台、陽明書屋、頂湖山、游園站、百拉卡公路入口 | 大都會客運 |
| 128  | 捷運石牌站-陽明山             | 湖田橋、竹子湖、湖田區民活動中心、風架口、頂湖入口(竹子湖) | 三重客運   |
| 129  | 捷運北投站-竹子湖             | 陽明山國家公園管理處、童軍站、磺仔外、氣象台、陽明書屋、湖田橋、竹子湖、湖田區民活動中心、風架口、頂湖入口(竹子湖)                                                          | 大南客運   |
| 130  | 陽明山總站-第一停車場（花鐘） | 陽明山國家公園管理處 | 大都會客運 |
| 131  | 陽明山國家公園管理處-竹子湖   | 湖田橋、竹子湖、湖田區民活動中心、風架口、頂湖入口(竹子湖) | 大都會客運 |
| 681  | 東湖-陽明山                   | 陽明山國家公園管理處 | 中興巴士   |
| 1717 | 臺北車站-金山                 | 陽明山國家公園管理處、陽明書屋、頂湖山、百拉卡公路入口、小油坑、中湖、臺寶、後山、後山一、馬槽、馬槽溫泉、日月農莊、下七股(花藝村溫泉會館)、大油坑                          | 皇家客運   |

## 沿途地標及設施
竹子湖路全路段位於陽明山國家公園境內，故設施多也為國家公園所用。竹子湖一帶也為觀光風景區，多為遊客園區服務設施和私人花園居多。

| - 陽明山國家公園遊客中心 - 陽明山國家公園管理處 - 陽明山第二停車場 - 陽明山公園 - 中華民國童軍苗圃營地 - 中央氣象局竹子湖氣象站 - 胡宗南紀念碑 - 臺北市政府警察局北投分局竹子湖派出所 - 陽明山營區 - 鹿角坑生態保護區管制站 - 小油坑遊憩區 | - 竹子湖蓬萊米原種田故事館 - 湖田國小 - 海芋花園區域 - 繡球花田區域 - 竹子湖黑森林 - 大梯田花卉生態農園 | - 猴崁湖田國小步道 - 七星山苗圃登山口 - 竹子湖環狀步道 - 箭竹林步道 - 水車寮步道 - 青楓步道 - 中正山步道 - 百拉卡人車分道步道 | - 中正山 - 菜頭崙 - 小觀音山 - 小油坑山 - 七星山 - 頂湖山 - 大屯山 - 水尾山 | （由道路起點） - 竹子湖 - 頂湖 - 水尾 - 巴拉卡 - 山崎 - 鞍部 - 中湖 - 後山 - 馬槽 - 水吼 - 七股 - 大油坑 - 鹿角坑 | - 湖田橋 - 小油坑橋 - 馬槽橋 - 翠林橋 - 彩虹橋 (陽明山) - 上磺溪橋 |

## 資料來源
1. ↑  村里界圖【NLSC】. 中央研究院人文社會科學研究中心.
2. ↑  龍應台、湯熙勇(2002)，《臺北市地名與路街沿革史》，臺北市文獻委員會：台 北，P105-113。
3. ↑  https://www.google.ca/maps/place/Zhuzihu/@25.1735942,121.5324959,16z/data=!3m1!4b1!4m5!3m4!1s0x3442b21d8eb6b7ef:0xa72115cca66b7ff8!8m2!3d25.1726423!4d121.5333316?hl=en&authuser=0
4. ↑  本段落資料來源皆為中央研究院人文與社會中心地理資訊科學專題研究中心之圖層分析
5. ↑  . 中央研究院人社中心地理資訊科學專題研究中心.   [2022-04-12]. （原始内容存档于2021-12-19）. 臺北市行政區域圖(1991)
6. ↑  段籍圖【NLSC】. 中央研究院人文社會科學研究中心.

1. ↑  臺北市山區道路(山坡地範圍非屬計畫道路之道路)維護範圍一覽表.臺北市政府工務局大地工程處.2020-10-05
2. ↑  臺北市產業道路基本資料表.臺北市政府工務局大地工程處.2017-06-12